# Йохансен, Эуген
Эуген Вилхелм Йохансен (норв. Eugen Wilhelm Johansen, 1 февраля 1892 — 31 декабря 1973) — норвежский конник, призёр Олимпийских игр.
Родился в 1892 году в Осло. В 1920 году принял участие в Олимпийских играх в Антверпене, где стал 13-м в конкуре и 11-м в троеборье (так как лишь два норвежских конника смогли завершить индивидуальные выступления в троеборье, норвежская сборная не участвовала в командном зачёте). В 1928 году на Олимпийских играх в Амстердаме он завоевал серебряную медаль в командном первенстве в троеборье, а в личном первенстве стал 27-м. В 1936 году принял участие в Олимпийских играх в Берлине, где стал 20-м в выездке в личном зачёте (а в командном зачёте норвежцы оказались седьмыми).